# Franco Migliacci

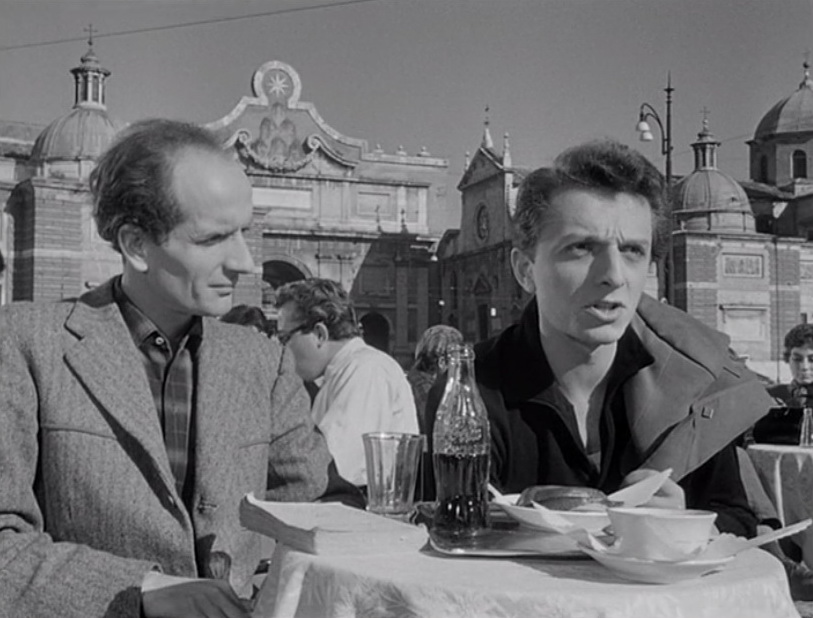
Franco Migliacci i Fernando Cerulli w filmie L'arte di arrangiarsi z 1954 roku

Franco Migliacci (ur. 28 października 1930 w Mantui, zm. 15 września 2023 w Rzymie) – włoski tekściarz, także aktor (w latach 50.), pisarz i producent muzyczny. Autor tekstów do najsłynniejszych piosenek Domenica Modugna i Gianniego Morandiego. W latach 60. tworzył z Brunem Zambrinim znany duet autorsko-kompozytorski.
Należał do czołowych włoskich tekściarzy, obok takich nazwisk jak: Giorgio Calabrese, Mogol, Sergio Bardotti czy Alberto Testa, którzy od końca lat 50. do początku 80. przyczynili się do popularyzacji włoskiej muzyki pop.

## Biografia i twórczość

### Lata 50.
Franco Migliacci w młodości studiował we Florencji. Zainteresował się z czasem sztuką: literaturą, muzyką i teatrem. Brał udział w spektaklach teatralnych, organizowanych przez studentów w Giardini dei Boboli we Florencji. W 1952 roku wygrał konkurs filmowy dla młodych talentów i zadebiutował niewielką rolą w filmie u boku Nina Taranta. Potem przeniósł się do Rzymu, gdzie pisał teksty do czasopism dziecięcych ozdabiając je swoimi rysunkami.
Karierę autora tekstów rozpoczął w 1957 roku, gdy w jednym z teatrów spotkał Domenica Modugna i wkrótce napisał tekst do jego piosenki „Nel blu dipinto di blu”. Piosenka wygrała w 1958 roku Festiwal Piosenki Włoskiej w San Remo, zdobyła 2 Nagrody Grammy i została sprzedana w 22 milionach egzemplarzy na całym swiecie. W roku 1959 napisał tekst piosenki „Tintarella di luna” (muzyka: Bruno De Filippi), która stała się pierwszym znaczącym przebojem Miny i początkiem jej kariery w show-businessie. Kontynuował współpracę z Modugnem pisząc teksty do jego kolejnych przebojów: „Notte lunga notte”, „Libero” i „Addio, addio” (zwycięzca Festiwalu Piosenki Włoskiej w San Remo 1962).

### Lata 60. Współpraca z Zambrinim
Na początku lat 60. Migliacci zadebiutował jako producent muzyczny; pierwszym jego dokonaniem na tym polu stał się wydany w listopadzie 1960 roku singiel Gianniego Mecci „Il Pullover” (muzyka: Gianni Meccia, tekst: Franco Migliacci, aranżacja Ennio Morricone). Odkrył talent Gianniego Morandiego. W 1962 roku wyprodukował jego debiutancki singiel „Andavo cento all'ora”/„Loredana”, a do pierwszej z zawartych na nim piosenek napisał tekst (pod pseudonimem Camucia). Napisał również teksty do kilku piosenek z debiutanckiego albumu tego artysty, wydanego w 1963 roku i zatytułowanego jego imieniem i nazwiskiem: „Andavo a cento all'ora”, „È colpa mia”, „Fatti mandare dalla mamma a prendere il latte”, „Il meglio di Madison”.
Lata 60. w karierze artystycznej Migliacciego, to przede wszystkim współpraca z kompozytorem Brunem Zambrinim. Ich pierwszym, znaczącym sukces stała się skomponowana dla Gianniego Morandiego piosenka „In ginocchio da te”, która doszła do 1. miejsca na włoskiej liście przebojów oraz zajęła 1. miejsce na liście najlepiej sprzedawanych singli roku 1964. W listopadzie tego samego roku kolejna piosenka spółki Migliacci-Zambrini, „Non son degno di te” (również wykonana przez Morandiego) doszła do 1. miejsca na liście przebojów oraz do 2. na liście najlepiej sprzedawanych singli roku 1965. Kolejnym ich wspólnym sukcesem okazała się piosenka „La fisarmonica” (1966; współkompozytor Luis Bacalov), która dokładnie powtórzyła sukces swej poprzedniczki. W tym samym roku 1. miejsce na liście przebojów zajęła również jeszcze jedna piosenka ich autorstwa, „Notte di Ferragosto”. W 1967 roku kolejna piosenka spółki Migliacci-Zambrini doszła do 1. miejsca na liście przebojów, tym razem „Un mondo d’amore” (współkompozytor: Sante Maria Romitelli). Kolejnym rokiem sukcesów spółki Migliacci-Zambrini był również 1968; piosenka „Bambola”, napisana dla Patty Pravo doszła w maju do 1. miejsca na liście przebojów, a na liście najlepiej sprzedawanych singli uplasowała się na 2. miejscu.
Oprócz tego Migliacci napisał teksty do przebojów Rity Pavone („Come te non c’è nessuno”) i Freda Bongusta („Una rotonda sul mare”). W 1969 roku napisał tekst do piosenki „Ma che freddo fa” Nady.

### Lata 70.
W 1971 roku napisał tekst do kolejnej piosenki Nady, „Il cuore è uno zingaro”, która (wykonana również przez Nicolę Di Bari) w tym samym wygrała Festiwal Piosenki Włoskiej w San Remo. W tej samej edycji Festiwalu została zaprezentowana jeszcze jedna piosenka z jego tekstem, „Che sarà” (muzyka: Jimmy Fontana, wykonawcy: Ricchi e Poveri i José Feliciano). W 1973 roku wyprodukował debiutancki album Renata Zera, No, mamma, no!.

### Lata 80.
W latach 80. napisał teksty do piosenek „Ancora”, zaprezentowanej w 1981 roku przez Eduarda De Crescenza na Festiwalu Piosenki Włoskiej w San Remo oraz do „Uno su mille” Gianniego Morandiego. Zajmował się również odkrywaniem młodych talentów.

### Późniejsza działalność
W 1991 roku założył z Modugnem i Frankiem Micalizzim związek Sindacato Nazionale Autori e Compositori (SNAC) inicjując batalię o ochronę praw autorskich, dzięki której zdobył znaczącą pozycję we włoskim związku autorów i wydawców Società Italiana degli Autori ed Editori (SIAE) zostając w latach 2003–2005 jego prezesem.